# Terry Reardon
Terrance George „Terry“ Reardon (* 6. April 1919 in Winnipeg, Manitoba; † 14. Februar 1993) war ein kanadischer Eishockeyspieler und -trainer, der in seiner aktiven Zeit von 1934 bis 1955 unter anderem für die Boston Bruins und Canadiens de Montréal in der National Hockey League gespielt hat. Sein Bruder Ken war ebenfalls ein professioneller Eishockeyspieler.

## Karriere
Terry Reardon begann seine Karriere als Eishockeyspieler in seiner Heimat Manitoba, wo er zwischen 1934 und 1938 für die Juniorenmannschaften East Kildonan North Stars, St. Boniface Seals und Brandon Wheat Kings aktiv war. Anschließend spielte der Center drei Jahre lang für die Profimannschaft Boston Bruins in der National Hockey League. Mit den Bruins gewann er in den Spielzeiten 1938/39 und 1940/41 jeweils den prestigeträchtigen Stanley Cup, wobei er jedoch nur 1941 zum offiziellen Siegerteam gezählt wird, da er in den Playoffs 1939 keinen Einsatz für die Bruins absolviert hatte. Parallel spielte er in seiner Zeit in Boston für die Hershey Bears aus der American Hockey League. Zur Saison 1941/42 wechselte er innerhalb der NHL zu den Canadiens de Montréal. Im Laufe der folgenden Spielzeit verließ er die Mannschaft, um für die restliche Zeit des Zweiten Weltkriegs in der kanadischen Armee zu dienen. Von 1942 bis 1944 spielte er je ein Jahr lang für die Militärmannschaften Montreal Army und Nanaimo Army.
Von 1945 bis 1947 spielte Reardon erneut für die Boston Bruins in der NHL. Die folgenden sechs Jahre verbrachte der Kanadier als Spielertrainer bei den Providence Reds in der American Hockey League. Mit der Mannschaft gewann er in der Saison 1948/49 den Calder Cup. Zudem scheiterte er in der Saison 1951/52 mit seiner Mannschaft erst im Meisterschaftsfinale. Von 1965 bis 1968 und von 1970 bis 1976 war er als Cheftrainer für das AHL-Team Baltimore Clippers tätig und wurde in der Saison 1970/71 mit dem Louis A. R. Pieri Memorial Award als bester Trainer der Liga ausgezeichnet.

## Erfolge und Auszeichnungen
- 1941 Stanley-Cup-Sieger mit den Boston Bruins
- 1949 Calder-Cup-Sieger mit den Providence Reds
- 1971 Louis A. R. Pieri Memorial Award